# St. Nikolaus (Cobbenrode)

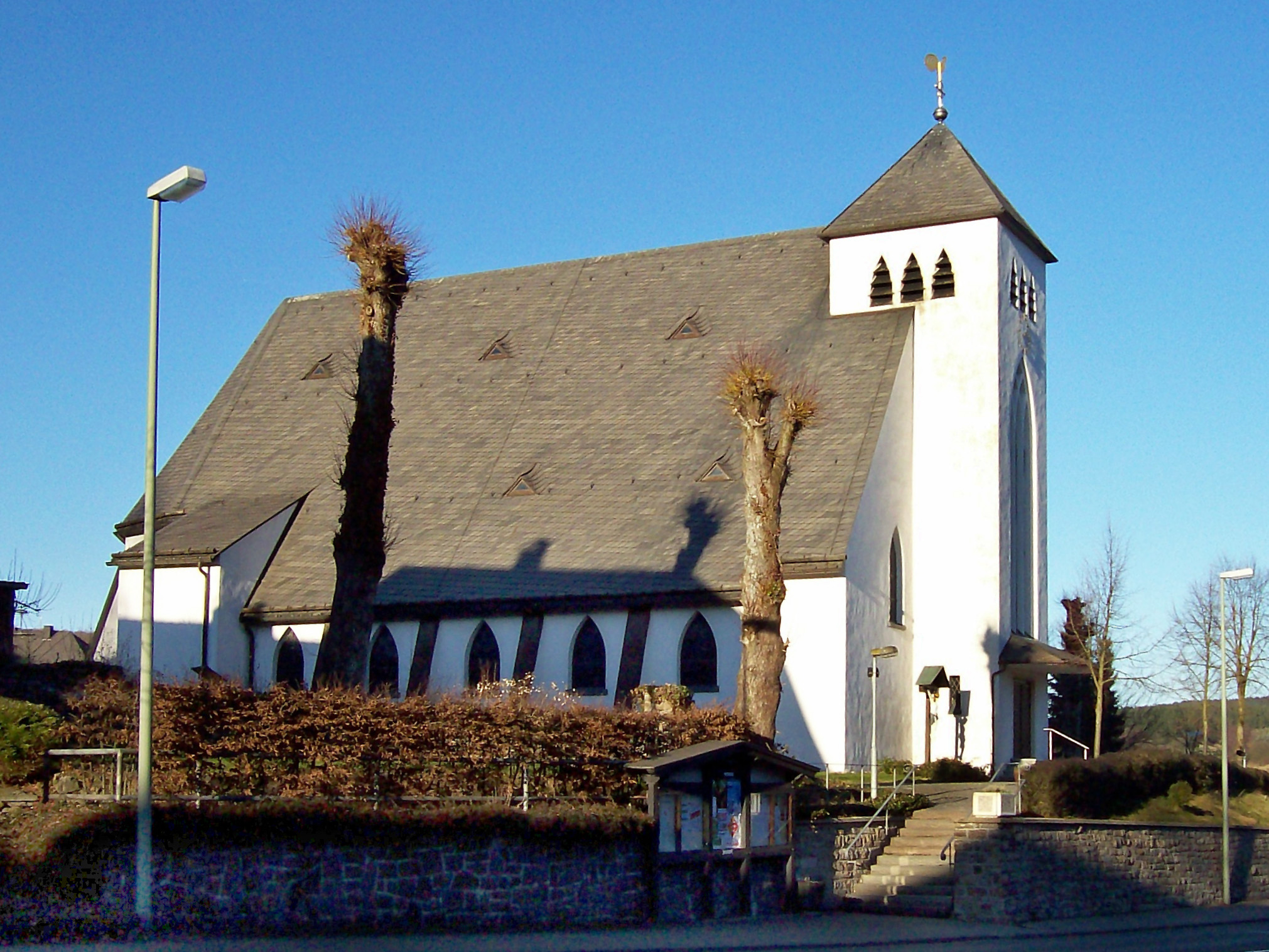
Pfarrkirche St. Nikolaus

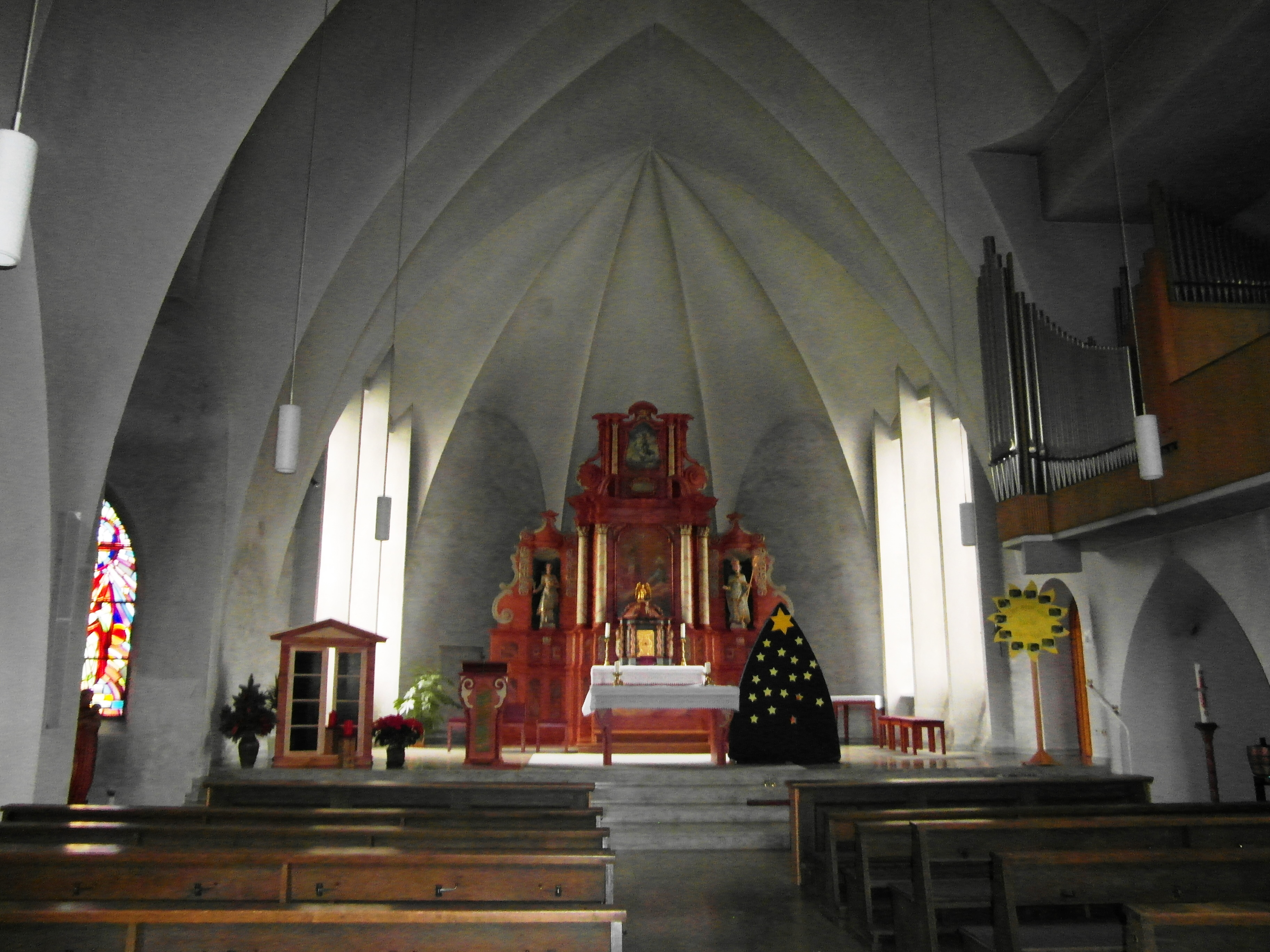
St. Nikolaus Altarraum

Die Pfarrkirche St. Nikolaus ist ein ortsbildprägendes Kirchengebäude in Cobbenrode, einem Ortsteil von Eslohe im Hochsauerlandkreis (Nordrhein-Westfalen).
Die Pfarrkirche wurde 1931 nach den Plänen des Architekten Karl Wibbe auf den Fundamenten früherer Kirchenbauten erbaut. Der Vorgängerbau wurde 1708 geweiht. Der Neubau ist ein regionaltypisches Gebäude mit weiß verputzten Wänden und einem Dach aus Schiefer. Der Turm ist eingestellt. Das breite Mittelschiff ist von zwei sechsjochigen Seitengängen flankiert. Über der seitlichen Sakristei steht eine Empore. Die Chorrundung im 7/12 Schluss befindet sich gegenüber dem Turm, der von Seitenkapellen flankiert wird. Die Leichtgewölbe entwickeln sich aus spitzbogigen Arkaden. Die Wand der Chorrundung ist durch dreiteilige Seitenfenster, deren Wangen nach innen stoßen, gegliedert. Im linken Seitenschiff, deren Wände durch Glasbilder von J. H. Evers geprägt sind steht eine Empore unter der sich der Haupteingang befindet. Das hohe Satteldach ist auf der Chorseite gerundet, der First läuft gegen den Turmhelm. Durch die Strebepfeiler der niedrigen Außenwände der Seitenschiffe wird das Dach optisch bis auf den Boden geleitet.
Erhalten blieben der barocke Hoch- und Nebenaltar aus dem Jahr 1761, Kruzifix (um etwa 1530), Pietà und Heiligenfiguren des St. Nikolaus (2. Hälfte des 14. Jahrhunderts), der Elisabeth, des Antonius eremita, des Franz von Assisi mit den Wundmalen und der Katharina mit dem Schwert, gotische Plastiken aus Weichholz aus dem letzten Viertel des 15. Jahrhunderts und um das Jahr 1500.